# Hans Spemann
Hans Spemann (27. června 1869 – 9. září 1941) byl německý embryolog, nositel Nobelovy ceny za fyziologii a lékařství za rok 1935. Narodil se v rodině vydavatele a medicínu studoval v Heidelbergu a Mnichově. V Heidelbergu ho zaujaly pokusy s embryi mloků, které tam prováděl Gustav Wolff a které prokazovaly mimořádnou regenerační schopnost embryí. Spemann pak přešel na univerzitu ve Würzburgu, kde učil až do roku 1908. K jeho učitelům patřili Theodor Boveri, Julius Sachs and Wilhelm Röntgen. Svou doktorskou práci, již vedl Boveri, věnoval vývoji buněk u červa Strongylus paradoxus, habilitační práci napsal o vývoji středního ucha u žab.
V zimě 1896, když byl uzavřen v karanténě kvůli tuberkulóze, přečetl Spemann knihu Augusta Weismanna o dědičnosti, která inspirovala jeho další experimentální práci. Díky svým výjimečným mikrochirurgickým schopnostem, vytrénovaným prací na žabích uších, dokázal pak Spemann výrazně posunout znalosti o raných stadiích embryonálního vývoje a jeho samoorganizaci.